# Arius madagascariensis
Arius madagascariensis és una espècie de peix de la família dels àrids i de l'ordre dels siluriformes.

## Morfologia
Els mascles poden assolir els 70 cm de llargària total.

## Distribució geogràfica
Es troba a Madagascar, Moçambic i Tanzània.